# الحملة الأدرياتيكية في الحرب العالمية الثانية
كانت حملة البحر الأدرياتيكي في الحرب العالمية الثانية حملة بحرية صغيرة خلال الحرب العالمية الثانية بين القوات البحرية اليونانية واليوغسلافية والإيطالية، أو ما عُرف باسم كريغسمارينه من جهة، وأسراب المملكة المتحدة وفرنسا وقوات البارتيزان اليوغسلافية الموجودة في البحر الأبيض المتوسط من الجهة المقابلة. لم تكن الحملة حدثًا كبيرًا في خضمّ الحرب البحرية في الحرب العالمية الثانية، لكنها شهدت تطورات مهمة، نظرًا لخصوصية الساحل الدالماسي.

## التمهيد- الغزو الإيطالي لألبانيا
في 7 أبريل 1939، احتلت قوات موسوليني ألبانيا، وأطاحت بالملك زوغو، وضمت البلاد إلى الإمبراطورية الإيطالية. تمثلت معظم العمليات البحرية في البحر الأدرياتيكي بتنظيم النقل عبر موانئ تارانتو، والقصف الساحلي دعمًا لعمليات الإنزال على الساحل الألباني. وشملت القوات البحرية الإيطالية المشاركة في غزو ألبانيا البارجتين يوليوس قيصر تشيزاري وكونتي دي كافور، وثلاثة طرادات ثقيلة، وثلاثة طرادات خفيفة، وتسع مدمرات، وأربعة عشر زورق طربيد، وزارعة ألغام واحدة، وعشر سفن مساعدة، وتسع سفن نقل. وُزعت السفن في أربع مجموعات، نفذت عمليات إنزال في فلوره ودراس وسارنده وشينجن.
حين دخلت إيطاليا الحرب العالمية الثانية، في 10 يونيو 1940، كانت البندقية وبرينديزي وبولا القواعد البحرية الرئيسة للبحرية الإيطالية في البحر الأدرياتيكي. وكان شمال البحر الأدرياتيكي تحت سلطة «القيادة البحرية المستقلة في شمال البحر الأدرياتيكي»، المتمركزة في البندقية بقيادة الفريق البحري فرديناندو من سافوي (تسلّم منصبه الأدميرال إميليو برينتا قبل الهدنة مع الحلفاء بوقات قصير)؛ وكان جنوب البحر الادرياتيكي تحت سلطة «القيادة البحرية في جنوب البحر الأدرياتيكي»، ومقرها في برينديزي بقيادة الأدميرال لويجي سباليس. كان الفريق فيتوريو تور القائد البحري لألبانيا، واتخذ في دراس مقرًا. تواجدت أيضًا قيادات بحرية في بولا (موطن مدرسة الغواصات التابعة للبحرية الإيطالية) ولوسينو (لوشيني).
ضمت القوات البحرية الإيطالية في البحر الأدرياتيكي عند اندلاع الحرب المدمرتين كارلو ميرابيلو وأوغستو ريبوتي وسرب الطربيد السابع (أنجيلو باسيني، نيكولا فابريتزي، إنريكو كوسينز، جياكومو ميديشي) في برينديزي، وسرب الطربيد الخامس عشر (باليسترو، كونفينزا، سان مارتينو، سولفيرينو) في البندقية، والزورق المدفعي إرنستو جيوفانيني في بولا، وسرب إم إيه إس الثاني (أربعة زوارق)، وسرب إم إيه إس الثالث (زورقين) في برينديزي، وعدد من زارعات الألغام. (كانت المياه الضحلة نسبيًا في البحر الأدرياتيكي مواتية لاستخدام الألغام البحرية). تركزت سبع غواصات في برينديزي: باليلا، ودومينيكو ميليليري، وإنريكو توتي، وأنطونيو شيزا (التابعة لسرب الغواصات الأربعين)، وبرين (من السرب الثاني والأربعين)، وأنفيتريتي (من السرب الرابع والأربعين)، وأوندينا (من السرب الثامن والأربعين).

## الحرب الإيطالية اليونانية
استمرت الحرب الإيطالية اليونانية من 28 أكتوبر 1940 إلى 30 أبريل 1941 وكانت جزءًا من الحرب العالمية الثانية. غزت القوات الإيطالية اليونان وحققت مكاسب محدودة. تألفت البحرية الملكية اليونانية عند اندلاع الأعمال القتالية من الطراد القديم جيورجيوس أفيروف، وعشر مدمرات (أربعة قديمة من فئة ثيريا، وأربعة من فئة داردو الحديثة نسبيًا، واثنتين من فئة غريهاوند الحديثة)، وعدد من زوارق الطربيد، وست غواصات قديمة. وفي مواجهة الأسطول الملكي الإيطالي الهائل المسمى ريجيا مارينا، اقتصر دورها بشكل أساسي على الحراسة ومرافقة القوافل في بحر إيجة. وكان ذلك ضروريًا لاستكمال تعبئة الجيش وتأمين الإمدادات للبلد، إذ تعرضت مسارات القوافل للتهديد من الطائرات والغواصات الإيطالية القابعة في جزر دوديكانيسيا. نفذت السفن اليونانية أيضًا عمليات هجومية محدودة ضد سفن الشحن الإيطالية في مضيق أطرانط.
على الجانب الإيطالي، وُضعت عمليات النقل بالقوافل بين إيطاليا وألبانيا تحت مسؤولية القيادة العليا للنقل من وإلى ألبانيا التي أنشئت في فالونا في 5 أكتوبر 1940، بقيادة الكابتين (كابتن بحري=عقيد حسب ويكي) رومولو بولاكيني. شملت قوات ماريترافالبا مدمرتين من فئة ميرابيلو، وأحد عشر زورق طربيد قديمًا أيضًا (من فئة باليسترو وكورتاتون وسيرتوري وجنرالي ولا ماسا)، وأربعة زوارق طربيد من فئة سبيكا الأحدث تابعة لسرب الطربيد الثاني عشر (الطير وأنتاريس وأندروميدا وألدبران)، وأربعة طرادات مساعدة وأربعة قوارب إم إيه إس من سرب إم إيه إس الثالث عشر. كان طريقا الإمداد الإيطالي الرئيسيان من برينديزي إلى فالونا ومن باري إلى دراس.
نفذت المدمرات اليونانية ثلاث غارات ليلية جريئة ولكن غير مثمرة (14-15 نوفمبر 1940، 15-16 ديسمبر 1940، 4-5 يناير 1941). وجاءت النجاحات اليونانية الرئيسة من خلال الغواصات، التي استطاعت إغراق بعض الحمولات الإيطالية (فقد اليونانيون أيضًا غواصة في أثناء العملية)، إلا أن قوة الغواصات اليونانية كانت بسيطة وغير قادرة على إعاقة خطوط الإمداد بين إيطاليا وألبانيا؛ في الفترة بين 28 أكتوبر 1940 و30 أبريل 1941، نفذت السفن الإيطالية نحو 3305 رحلات عبر مضيق أطرانط، حاملةً 089,487 فردًا عسكريًا (بينهم 22 فرقة ميدانية) و392،584 طنًا من الإمدادات لكنها فقدت في المجموع سبع سفن تجارية وسفينة مرافِقة واحدة. على الرغم من أن ريجيا مارينا خسرت سفنًا كبيرة بفعل البحرية الملكية البريطانية خلال غارة تارانتو، واصلت الطرادات والمدمرات الإيطالية العمل في سبيل ضرب القوافل بين إيطاليا وألبانيا. وفي 28 نوفمبر أيضًا، قصف سرب إيطالي كورفو، وقصفت وحدات بحرية إيطالية مواقع ساحلية يونانية في ألبانيا في 18 ديسمبر و 4 مارس.
وقع الاشتباك السطحي الوحيد بين ريجيا مارينا والبحرية الملكية في ليلة 11-12 نوفمبر 1940، عندما هاجم سرب بريطاني مكون من ثلاثة طرادات خفيفة ومدمرتين قافلة إيطالية عائدة مكونة من أربع سفن تجارية رافقها الطراد المساعد رامب الثالث وقارب الطربيد نيكولا فابريتسي، في معركة مضيق أطرانط. وأُغرقت السفن التجارية الأربعة، ولحقت أضرار جسيمة بزورق الطربيد نيكولا فابريتسي. في مارس 1941، أغارت قاذفات طربيد فيري سووردفيش التابعة لأسطول سلاح الجو، ومقره في باراميثيا في اليونان، على ميناء فالونا عدة مرات، وأغرقت سفينة تجارية واحدة وزورق طربيد واحد وسفينة مستشفى تحمل اسم بو؛ اكتشفت ريجيا ايرونوتيكا (القوات الجوية الملكية الإيطالية) القاعدة الجوية وقصفتها، فعطّلتها لبضعة أسابيع. وفي أبريل، نشط الميدان الجوي مجددًا، ونُفذت غارة إضافية على فالونا، وأُغرقت سفينتان تجاريتان إضافيتان؛ في نفس اليوم، وشنت القوات الألمانية غزوها لليونان، وقصفت لفتفافه (القوات الجوية الألمانية) قاعدة في باراميثيا فدمرتها بالكامل.

## غزو يوغوسلافيا
بدأ غزو يوغوسلافيا (المعروف أيضًا باسم العملية 25) في 6 أبريل 1941 وانتهى باستسلام الجيش اليوغسلافي الملكي غير المشروط في 17 أبريل. احتلت دول المحور الغازية (ألمانيا النازية وإيطاليا الفاشية والمجر) مملكة يوغوسلافيا وقطعت أوصالها.
عندما هاجمت ألمانيا وإيطاليا يوغوسلافيا في 6 أبريل 1941، كانت بحوزة البحرية الملكية اليوغسلافية ثلاث مدمرات وغواصتان و10 زوارق طربيد آلية هي الأهم في الأسطول. وكانت المدمرة لوبليانا في حوض جاف في أثناء الغزو واستُخدمت مدافعها المضادة للطائرات في الدفاع عن قاعدة الأسطول في كوتور. ولم تُستخدم بقية الأسطول إلا في الدفاع الساحلي والحراسة والدوريات المحلية.
كانت كوتور (كاتارو) قريبة من الحدود الألبانية والجبهة الإيطالية اليونانية عندها، وكان زارا (زادار)، وهو جيب إيطالي، في الشمال الغربي من الساحل، ولمنع تكوّن رأس جسر، أرسلت المدمرة بيوغراد، وأربعة زوارق طربيد قديمة، وستة زوارق طربيد آلية إلى شيبينيك، جنوب زارا بنحو 80 كيلومترًا، تهيؤًا لشن هجوم. كان من المقرر تنسيق الهجوم مع فرقة المشاة الثانية عشرة «يادرانسكا» وفوجين مشتركين من الجيش اليوغسلافي الملكي (ما عُرف باسم أودريد) لينطلق الهجوم من منطقة بينكوفاك، بمؤازرة هجمات جوية تنفذها مجموعة القصف الحادية والثمانين التابعة للقوات الجوية الملكية اليوغوسلافية.